# Igreja Presbiteriana da Libéria
A Igreja Presbiteriana da Libéria (em inglês Presbyterian Church of Liberia) - é uma denominação protestante reformada, fundada na Libéria em 1833, a partir do trabalho missionário da Igreja Presbiteriana nos Estados Unidos da América.
É a terceira denominação protestante mais antiga do país e conhecida pelo seu trabalho educacional e social.

## História
Em 1831, a Assembleia Geral da Igreja Presbiteriana nos Estados Unidos da América (IPEUA) aprovou uma resolução pedindo às suas congregações que fizessem uma coleta destinada a auxiliar os afro-americanos que estavam se mudando para o que posteriormente seria a Libéria. 
Em 1833, o Presbitério de Pittsburgh, da IPEUA, enviou o Rev. John Brooke Pinney para a Libéria. Este foi o primeiro missionário enviado pela denominação a outro país. 
Após chegar a Liberia, Pinney fundou a Primeira Igreja Presbiteriana em Monróvia, que futuramente seria a capital do país após a independência.
A igreja foi a primeira denominação a estabelecer uma escola secundária na Libéria - a Alexander High School, onde notáveis liberianos, incluindo E. Wilmot Bylden e o décimo primeiro presidente da Libéria, Hilary Richard Wright Johnson, foram educados.
Os reverendos Amos Herring e Ephraim Tilter foram os dois presbiterianos entre os 11 signatários da Declaração de Independência da Libéria, em 1846.
Em 1848, um ano depois que a Libéria declarou sua independência, a Assembleia Geral da IPEUA criou o Presbitério da África Ocidental, que englobava o estado recém-independente, e o anexou ao Sínodo de Filadélfia. Em 1894, o presbitério tornou-se autônomo e, em 1931, tornou-se a Igreja Presbiteriana da Libéria (IPL).
Em 1980, a IPL tornou-se um Presbitério da Igreja Presbiteriana Cumberland. Está situação durou até 2006, quando o Sínodo da IPL tornou-se totalmente independente novamente.
Em 2004, a denominação tinha 15 igrejas, com 1.083 membros, dos quais 12 eram pastores.
Em 2023, a denominação havia crescido para cerca de 3.000 membros.

## Doutrina
A denominação subscreve o Credo dos Apóstolos e Credo Niceno. Além disso, permite a ordenação de mulheres

## Relações inter-eclesiasticas
A IPL é membro do Conselho Mundial das Igrejas, Comunhão Mundial das Igrejas Reformadas e participa do Conselho das Igrejas da Libéria.
Desde 2018, foi estabelecida contato com a Igreja Presbiteriana (EUA) com o objetivo de receber apoio missionário.